# Provisorische Regierung (Russland)
Die russische Provisorische Regierung war die Regierung des Russischen Reiches von der Februarrevolution 1917 und der Abdankung von Zar Nikolaus II., durch die die Zarenherrschaft in Russland beendet wurde, bis zur Oktoberrevolution desselben Jahres.

## Sturz des Zaren und Bildung der Regierung

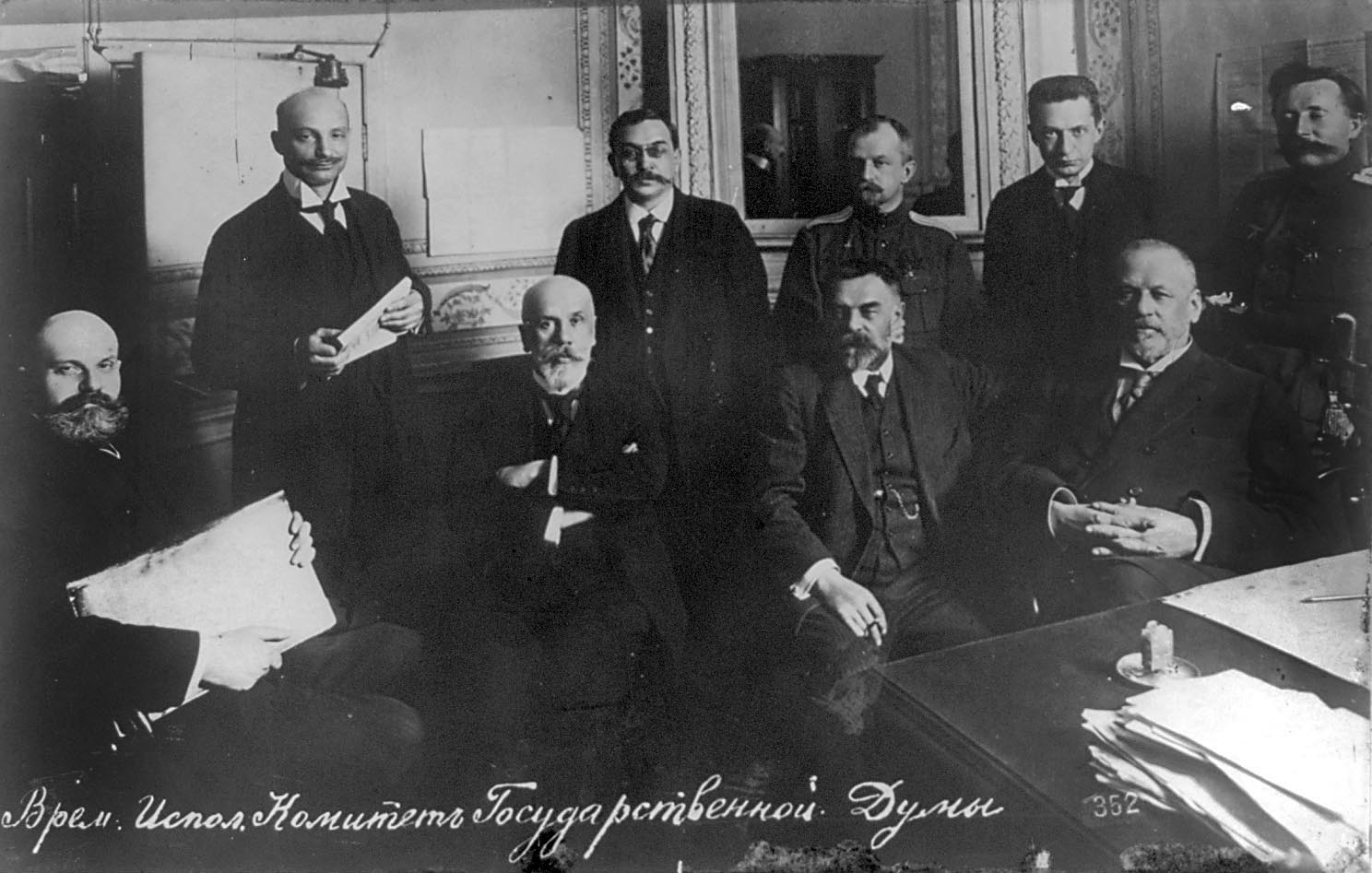
Mitglieder des provisorischen Komitees der Duma

Die Bildung der provisorischen Regierung wurde durch das am 27. Februarjul. / 12. März 1917greg. in Petrograd aus Angehörigen des Progressiven Blocks der Duma unter Vorsitz des Präsidenten Michail Rodsjanko gebildete Provisorische Komitee der Duma betrieben, nachdem die bisherige Regierung geschlossen ihren Rücktritt angeboten hatte. Am gleichen Tag trafen sich Vertreter der sozialistischen Parteien zur Wahl des Petrograder Sowjets, der sich am Folgetag konstituierte und ebenfalls die Übernahme der Macht beanspruchte. Am 1.jul. / 14. Märzgreg. stimmte Nikolaus II., der auf der Rückreise aus dem Armeehauptquartier nach Petrograd in Pskow aufgehalten worden war, der Bildung einer neuen Regierung durch die Duma zu. Daraufhin trafen sich am 2.jul. / 15. Märzgreg. Vertreter von Dumakomitee und Exekutivkomitee des Sowjets und einigten sich auf ein Acht-Punkte-Programm als Basis der künftigen Regierung, das unter anderem die Wahl einer konstituierenden Versammlung vorsah. Danach entsandte das Komitee eine Abordnung nach Pskow, um Nikolaus zum Thronverzicht zugunsten seines Sohnes, des Zarewitsch Alexei, zu bewegen. Nikolaus entschied sich jedoch zur Übergabe des Throns an seinen Bruder Großfürst Michail Alexandrowitsch, der am folgenden Tag ebenfalls seinen Verzicht erklärte.

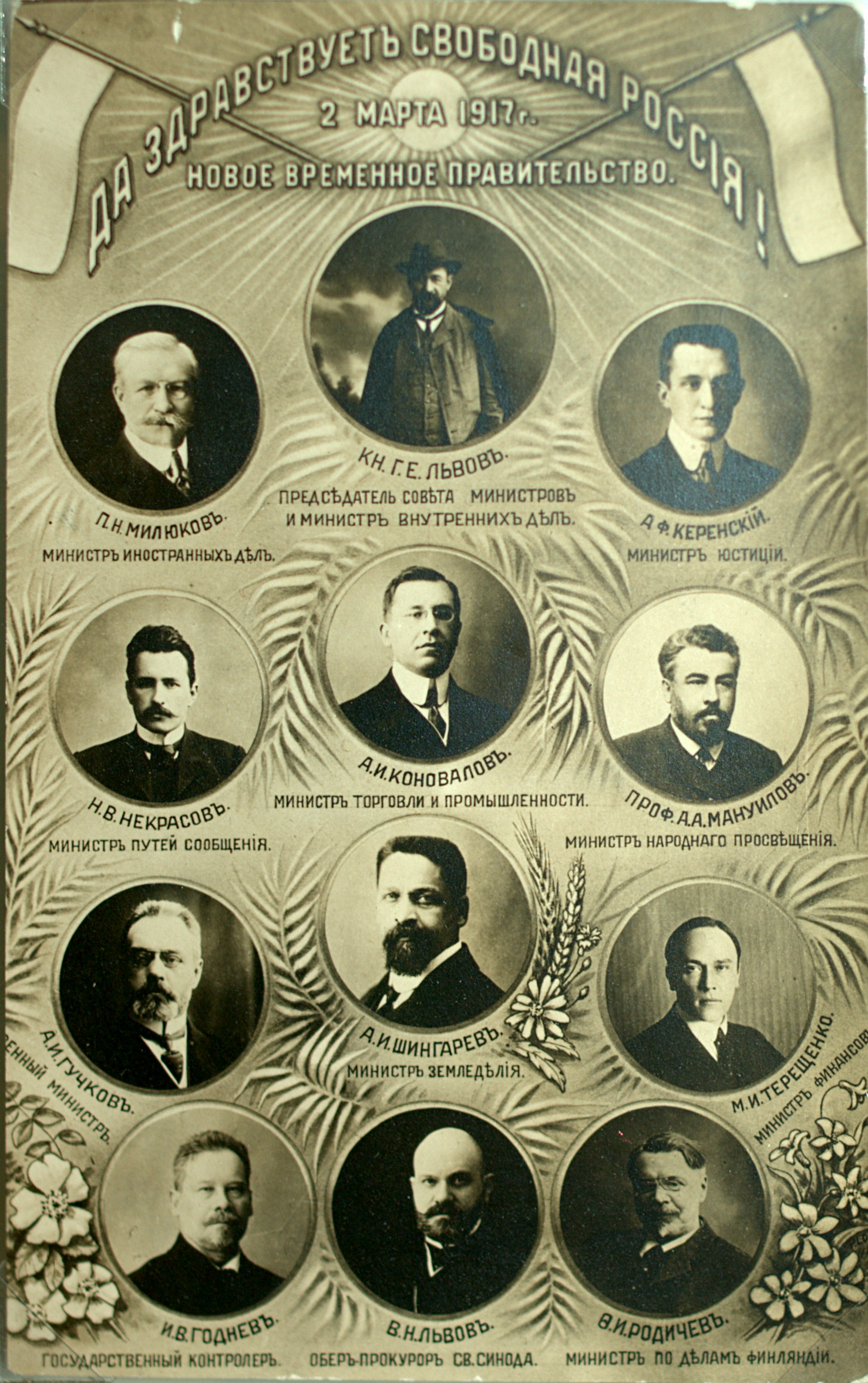
Poster mit den Angehörigen der ursprünglichen provisorischen Regierung, März 1917

Die neue Regierung wurde am 2.jul. / 15. Märzgreg. proklamiert und ihre Mitglieder am nächsten Tag vorgestellt. Ihr gehörten an:
| Ministerpräsident und Inneres      | Fürst Lwow              | parteilos   |
| Äußeres                            | Pawel Miljukow          | KD          |
| Krieg und Marine                   | Alexander Gutschkow     | Oktobristen |
| Transport                          | Nikolai Nekrassow       | KD          |
| Handel und Industrie               | Alexander Konowalow     | KD          |
| Finanzen                           | Michail Tereschtschenko | parteilos   |
| Bildung                            | Alexander Manuilow      | KD          |
| Ober-Prokurator des Heiligen Synod | Wladimir Lwow           | Zentristen  |
| Landwirtschaft                     | Andrei Schingarjow      | KD          |
| Justiz                             | Alexander Kerenski      | TD          |

Die provisorische Regierung tagte zunächst im Mariinski-Palast. Ihr Geschäftsführer war Wladimir Dmitrijewitsch Nabokow, ein Angehöriger der Kadettenpartei im Range eines Staatssekretärs, der die Sitzungen koordinierte und vorbereitete.
Der Sowjet rief auf Basis des gemeinsam beschlossenen Programms zur Unterstützung der Regierung auf, untersagte aber gleichzeitig seinen Mitgliedern, in die Regierung einzutreten und behielt sich das Recht vor, die Kontrolle über die Arbeit der Regierung auszuüben. Dies wurde als System der Doppelherrschaft bekannt. Der Vorsitzende des Petrograder Sowjets und Menschewik Nikolos Tschcheidse lehnte den für ihn vorgesehenen Posten des Arbeitsministers ab; Kerenski gelang es dagegen auf einer Vollversammlung des Sowjets, sich über das Verbot des Regierungseintritts hinwegzusetzen.

## Aprilkrise und Bildung der Koalitionsregierung
Aufgrund von Meinungsverschiedenheiten über die russischen Kriegsziele, insbesondere nach Veröffentlichung der Miljukow-Note kam es im April und Mai 1917 zur Regierungskrise. Dies wurde nicht zuletzt ausgelöst durch die Rückkehr der bolschewistischen Parteiführer im Frühjahr. Auch Lenin kehrte Anfang April 1917 mit Unterstützung der deutschen Reichsleitung aus seinem Schweizer Exil nach Russland zurück. Sie entfalteten eine rege Agitation unter den Arbeitern und Soldaten und in den Sowjets. Gutschkow und Miljukow traten zurück und Fürst Lwow bot den Menschewiki und Sozialrevolutionären die Regierungsbeteiligung an. Am 1.jul. / 14. Maigreg. beschloss der Sowjet auf das Angebot einzugehen und ihr Verbot der Regierungsteilnahme aufzuheben. Am 5.jul. / 18. Maigreg. wurde die neue Regierung vorgestellt:

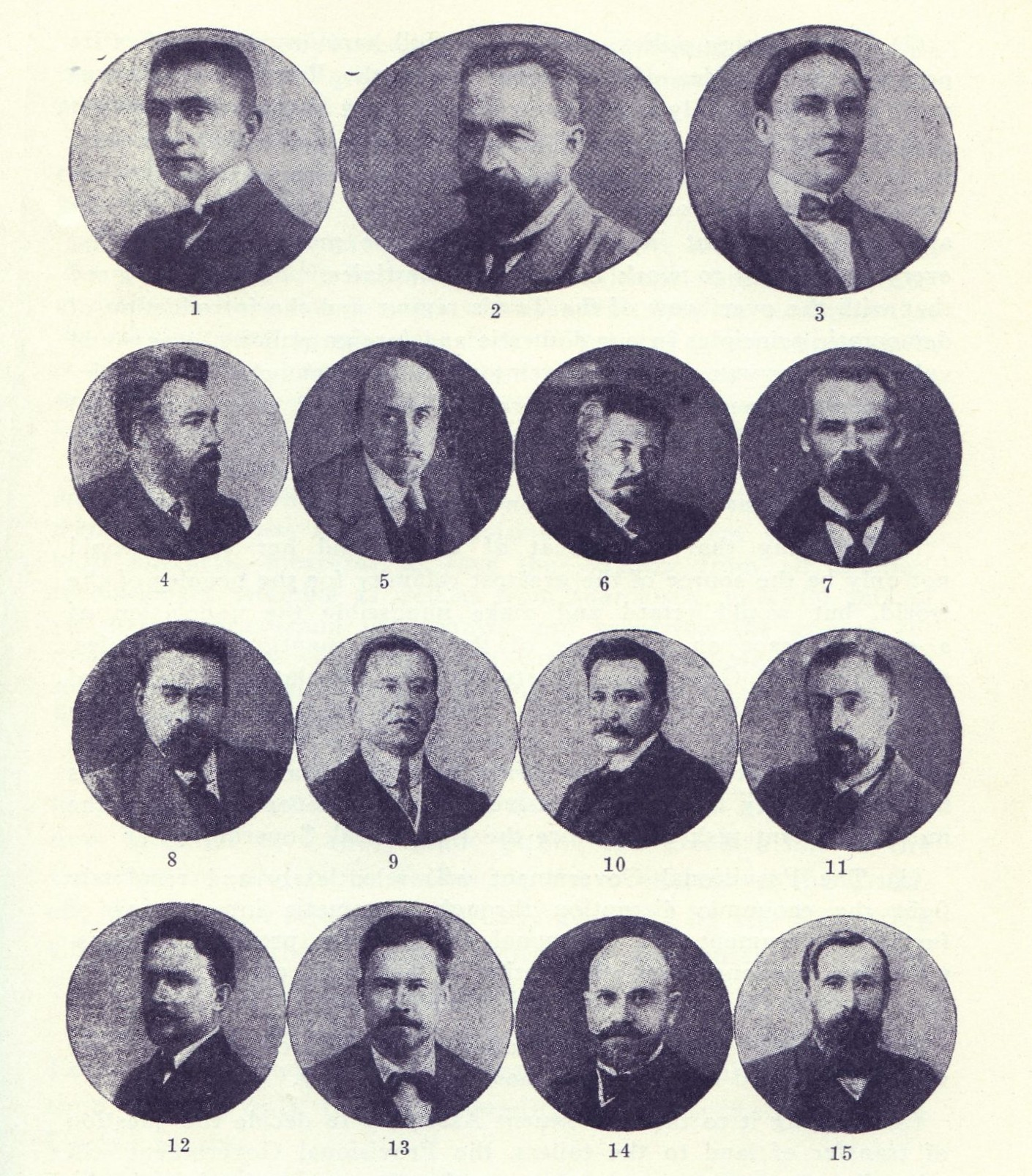
Angehörige der Koalitionsregierung Lwow

| Ministerpräsident und Inneres   | Fürst Lwow              | parteilos        |
| Äußeres                         | Michail Tereschtschenko | parteilos        |
| Krieg und Marine                | Alexander Kerenski      | SR               |
| Transport                       | Nikolai Nekrassow       | KD               |
| Handel und Industrie            | Alexander Konowalow     | KD               |
| Finanzen                        | Andrei Schingarjow      | KD               |
| Bildung                         | Alexander Manuilow      | KD               |
| Oberprokuror des Heiligen Synod | Wladimir Lwow           | Zentristen       |
| Landwirtschaft                  | Wiktor Tschernow        | SR               |
| Justiz                          | Pawel Perewersew        | Menschewiki      |
| Arbeit                          | Matwei Skobelew         | Menschewiki      |
| Post und Fernmeldewesen         | Irakli Tsereteli        | Menschewiki      |
| Ernährung                       | Alexei Peschechonow     | Volkssozialisten |
| Staatskontrolle                 | Iwan Godnew             | Oktobristen      |
| Wohlfahrt                       | Dmitri Schachowskoi     | KD               |

## Juliaufstand und Machtübernahme Kerenskis
Als neuer Kriegsminister drang Kerenski energisch auf die Eröffnung einer Offensive gegen die Mittelmächte und stellte sich damit gegen den zu dieser Zeit tagenden Ersten Allrussischen Sowjetkongress. Am 16.jul. / 29. Junigreg. begann dann der als Kerenski-Offensive bekannt gewordenen Vorstoß. Sehr bald erschöpfte sich die Schlagkraft des Angriffs. Eine Gegenoffensive der Mittelmächte zeichnete sich immer drohender ab. Dem versuchte die Regierung durch die Mobilisierung von Soldaten der Petrograder Garnison entgegenzuwirken. Da dies aber starke Widerstände hervorrief und aufgrund der Vereinbarungen mit dem Sowjet vom März auch nicht zulässig war, eröffnete sie damit den Bolschewiki die Möglichkeit zur Massenmobilisierung. Am 4.jul. / 17. Juligreg. marschierten Soldaten des 1. Maschinengewehrregiments und Kronstädter Matrosen auf den Sitz des Sowjets im Taurischen Palais, forderten die Machtübernahme der Sowjets und drohten mit der Verhaftung der Minister. Nur durch den Einsatz regierungstreuer Regimenter und die Veröffentlichung von Spionagevorwürfen gegen Lenin konnte der Juliaufstand zerschlagen werden.
Aufgrund der Ereignisse und der sich verschlechternden Lage an der Front (am 6.jul. / 19. Juligreg. begannen Truppen der Mittelmächte ihre Gegenoffensive) traten Fürst Lwow und mehrere Minister im Juli von ihren Ämtern zurück; Lwow schlug Kerenski als seinen Nachfolger vor. Kerenski nahm das Angebot an und regierte in der Folge mit einem Rumpfkabinett. Zur Lösung der politischen Krise berief er für den August in Moskau die „Große Staatskonferenz“ ein, der militärischen Krise suchte er durch die Berufung Lawr Kornilows zum Oberbefehlshaber zu begegnen. Dessen Forderungen der Wiedereinführung einer strengen Militärdisziplin und die gleichzeitige Verschwörung rechter Kreise zur Errichtung einer Militärdiktatur führten zur Kornilow-Affäre.

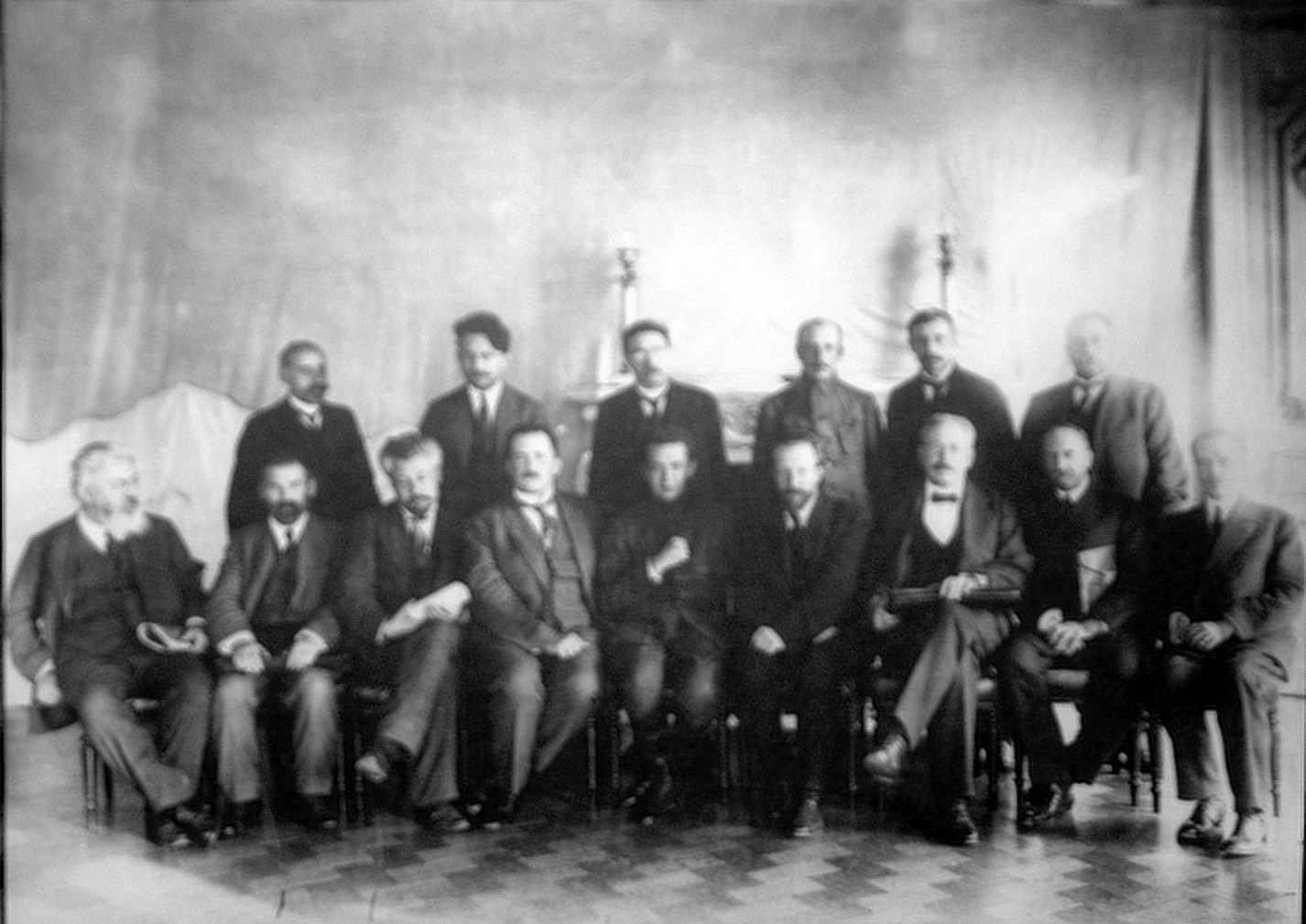
Angehörige der Regierung Kerenski

| Ministerpräsident                  | Alexander Kerenski      | SR                  |
| Vizeministerpräsident und Finanzen | Nikolai Nekrassow       | Radikale Demokraten |
| Äußeres                            | Michail Tereschtschenko | parteilos           |
| Inneres                            | Nikolai Awksentjew      | SR                  |
| Justiz                             | Alexander Sarudny       | Trudowiki           |
| Volksbildung                       | Sergei Oldenburg        | KD                  |
| Handel und Industrie               | Sergei Prokopowitsch    | parteilos           |
| Landwirtschaft                     | Wiktor Tschernow        | SR                  |
| Post- und Telegraphenwesen         | Alexei Nikitin          | Menschewiki         |
| Arbeit                             | Matwei Skobelew         | Menschewiki         |
| Ernährung                          | Alexei Peschechonow     | Volkssozialisten    |
| Wohlfahrt                          | Iwan Jefremow           | Radikale Demokraten |
| Information                        | Pjotr Jurenjew          | KD                  |
| Ober-Prokurator des Heiligen Synod | Anton Kartaschow        | KD                  |
| Staatskontrolle                    | Fjodor Kokoschkin       | KD                  |

## Direktorium und Sturz
Die letzten Monate der provisorischen Regierung waren von zunehmendem Macht- und Autoritätsverlust geprägt. Am 1.jul. / 14. Septembergreg. rief Kerenski die Russische Republik aus und ging damit auf eine Schlüsselforderung der radikalen Linken ein. Am 14.jul. / 27. Septembergreg. begann in Petrograd die „Demokratische Konferenz“, von der Rechte und Kadetten bereits ausgeschlossen waren. Diese erteilte am 19. Septemberjul. / 2. Oktobergreg. einer fünfköpfigen Gruppe („Direktorium“) unter Führung Kerenskis den Auftrag, die Regierungsgeschäfte zu führen und wählte aus ihrer Mitte ein „Vorparlament“, das dessen Arbeit überwachen sollte. Eine der wichtigsten Aufgaben des Direktoriums sollte die umgehende Einberufung der Konstituierenden Versammlung sein, die seit März immer wieder verschoben worden war. Diese Pläne gerieten aber in Gefahr, als im Oktober deutsche Truppen in Richtung Petrograd vorrückten und die Regierung ihren Umzug nach Moskau zu planen begann. Als Wahltermin wurde schließlich der 12.jul. / 25. November 1917greg. festgesetzt. Daraufhin beschleunigten die Bolschewiki auf Drängen Lenins ihre Aufstandsvorbereitungen.
| Ministerpräsident                  | Alexander Kerenski      | SR          |
| Äußeres                            | Michail Tereschtschenko | parteilos   |
| Inneres, Post und Telegraphenwesen | Alexei Nikitin          | Menschewiki |
| Kriegswesen                        | Alexander Werchowski    | SR          |
| Flottenwesen                       | Dmitri Werderewski      | parteilos   |

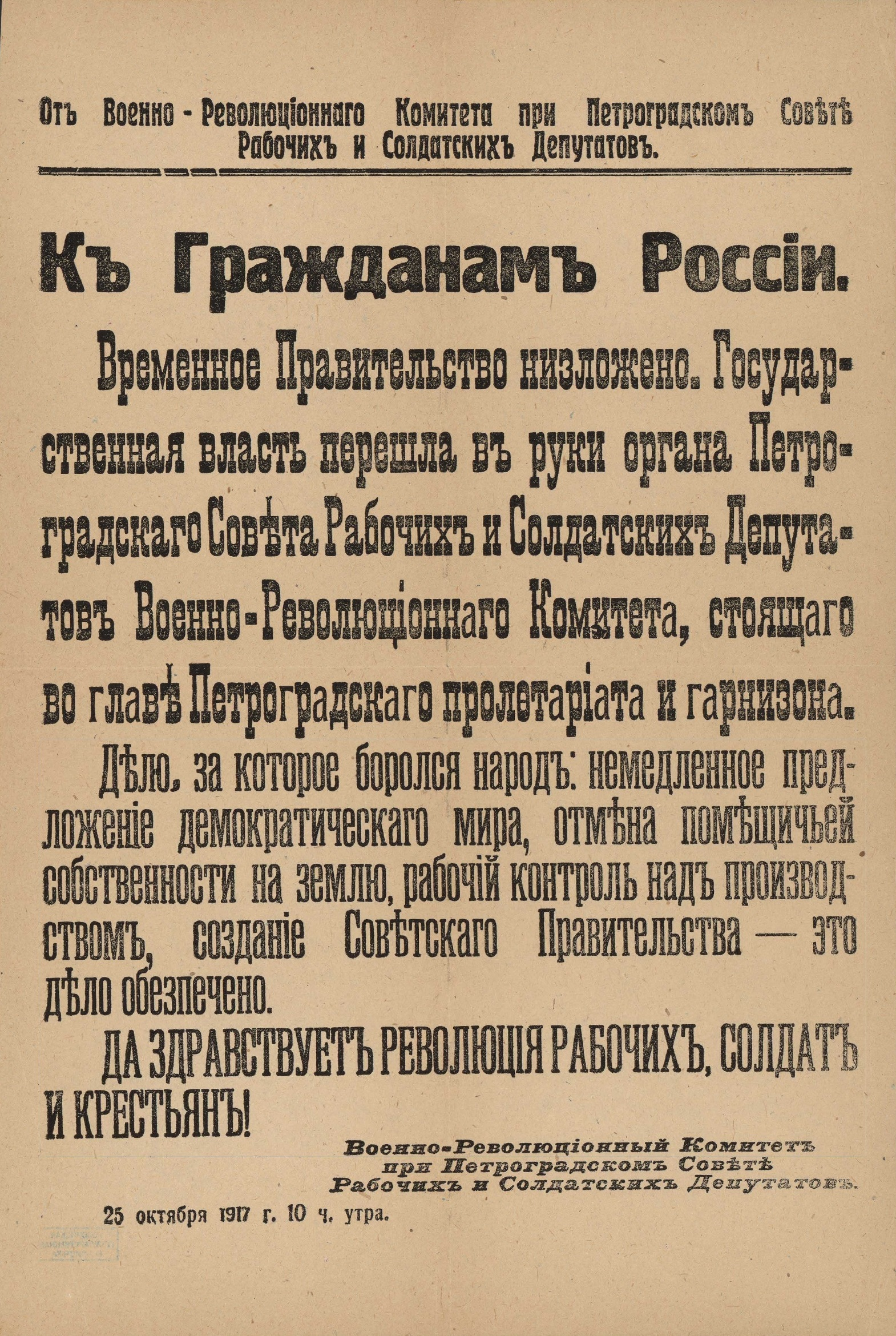
Proklamation des Militärischen Revolutionskomitees über die Auflösung der provisorischen Regierung

Am 9.jul. / 22. Oktobergreg. gründete der Petrograder Sowjet das Militärische Revolutionskomitee (Milrevkom), das ursprünglich die Verteidigung Petrograds organisieren sollte, bald aber von den Bolschewiki zur Vorbereitung ihres Umsturzes (der Oktoberrevolution) benutzt wurde. Am 22. Oktoberjul. / 4. November 1917greg. forderte das Milrevkom ultimativ die Übergabe der Befehlsgewalt über die Truppen des Petrograder Militärbezirks. Am 24. Oktoberjul. / 6. Novembergreg. bot die Regierung die letzten Kräfte zu ihrer Verteidigung auf. Am nächsten Tag wurde der Regierungssitz im Winterpalais von Roten Truppen umstellt, die am Abend ein Ultimatum an die im Gebäude versammelten Regierungsmitglieder richteten. Gleichzeitig begann der 2. Allrussische Sowjetkongress seine Tagung im Smolny. In den Morgenstunden des 26. Oktoberjul. / 8. Novembergreg. wurden die Regierungsmitglieder (bis auf Kerenski, dem die Flucht gelang) verhaftet und in die Peter-Pauls-Festung gebracht, wenig später verkündeten die Bolschewiki ihre Machtübernahme.